# Николс, Дадли
Дадли Николс (англ. Dudley Nichols; 6 апреля 1895, Уопаконета, Огайо, США — 4 января 1960, Голливуд, Калифорния, США) — американский сценарист, продюсер и кинорежиссёр.

## Биография
Окончил Мичиганский университет. С 1929 года — в Голливуде. Фильмы по его сценариям ставили такие режиссёры как: Джон Форд, Xовард Хоукс, Фриц Ланг, Жан Ренуар, Рене Клер. Многие его картины стали этапными в истории американского кинематографа. Писал также сценарии вестернов.

## Избранная фильмография

### Сценарист
- 1930 — Мужчины без женщин / Men Without Women (по собственной пьесе)
- 1930 —  / Born Reckless
- 1930 —  / On the Level
- 1930 —  / One Mad Kiss
- 1930 —  / El precio de un beso
- 1930 — К чёрту женщин / A Devil with Women
- 1931 — Ниже уровня моря / Seas Beneath
- 1931 — Три негодяя / Three Rogues
- 1931 — Чёрный верблюд / The Black Camel (в титрах не указан)
- 1931 —  / Hush Money
- 1931 —  / Skyline
- 1932 — Она хотела миллионера / She Wanted a Millionaire (в титрах не указан)
- 1932 —  / This Sporting Age
- 1932 — Крестное знамение / The Sign of the Cross (в титрах не указан)
- 1932 —  / Robbers' Roost
- 1933 — Острый перец / Hot Pepper (по собственному рассказу)
- 1933 —  / The Man Who Dared
- 1933 —  / Pilgrimage
- 1934 —  / You Can't Buy Everything
- 1934 — Потерянный патруль / The Lost Patrol
- 1934 —  / Hold That Girl
- 1934 —  / Wild Gold (по собственному рассказу)
- 1934 —  / Call It Luck
- 1934 — Судья Прист / Judge Priest (по собственной пьесе)
- 1934 — Мэри Галант / Marie Galante (в титрах не указан)
- 1935 —  / Mystery Woman (по собственному рассказу)
- 1935 — Замужняя женщина нуждается в муже / Señora casada necesita marido (в титрах не указан)
- 1935 — Жизнь начинается в 40 / Life Begins at 40
- 1935 — Осведомитель / The Informer
- 1935 — Аризонец / The Arizonian
- 1935 — Она / She
- 1935 — Крестовые походы / The Crusades
- 1935 — Пароход, плывущий по течению / Steamboat Round the Bend (по собственной пьесе)
- 1935 — Три мушкетёра / The Three Musketeers (по Александру Дюма-отцу)
- 1936 — Мария Шотландская / Mary of Scotland
- 1936 — Плуг и звёзды / The Plough and the Stars
- 1937 — Любимец Нью-Йорка / The Toast of New York
- 1937 — Ураган / The Hurricane
- 1938 — Воспитание крошки / Bringing Up Baby
- 1938 — Беззаботная / Carefree (по собственному рассказу)
- 1938 —  / Next Time I Marry (по собственной пьесе, в титрах не указан)
- 1939 — Ганга Дин / Gunga Din (в титрах не указан)
- 1939 — Дилижанс / Stagecoach (в советском прокате «Путешествие будет опасным»)
- 1939 — 400 миллионов / The 400 Million
- 1939 —  / The Marshal of Mesa City (по собственной рассказу, в титрах не указан)
- 1940 — Долгий путь домой / The Long Voyage Home  (по Ю. О’Нилу)
- 1941 — Охота на человека / Man Hunt
- 1941 — Болотная вода / Swamp Water
- 1942 — Битва за Мидуэй / The Battle of Midway
- 1943 — Военно-воздушные силы / Air Force
- 1943 — Эта земля моя / This Land Is Mine
- 1943 — Мистер Счастливчик / Mr. Lucky (в титрах не указан)
- 1943 — По ком звонит колокол / For Whom the Bell Tolls
- 1943 — Правительственная девушка / Government Girl
- 1944 — Это случилось завтра / It Happened Tomorrow
- 1945 — И не осталось никого / And Then There Were None
- 1945 — Колокола Святой Марии / The Bells of St. Mary's
- 1945 — Улица греха / Scarlet Street
- 1946 — Сестра Кенни / Sister Kenny (по собственной пьесе)
- 1947 — Беглец / The Fugitive (по Г. Грину)
- 1947 — Траур к лицу Электре / Mourning Becomes Electra (по О’Нилу)
- 1949 — Пинки / Pinky
- 1951 — Нападение на почтовую станцию / Rawhide
- 1952 — Возвращение техасца / Return of the Texan
- 1952 — Большое небо / The Big Sky
- 1954 — Принц Валиант / Prince Valiant
- 1956 — В погоне за солнцу / Run for the Sun
- 1957 — Жестяная звезда / The Tin Star
- 1959 — Палач / The Hangman
- 1960 — Чертовка в розовом трико / Heller in Pink Tights
- 1966 — Дилижанс / Stagecoach
- 1986 — Дилижанс / Stagecoach (ТВ)

### Продюсер
- 1943 — Эта земля моя / This Land Is Mine
- 1943 — Правительственная девушка / Government Girl
- 1946 — Сестра Кенни / Sister Kenny
- 1947 — Траур к лицу Электре / Mourning Becomes Electra

### Режиссёр
- 1943 — Правительственная девушка / Government Girl
- 1946 — Сестра Кенни / Sister Kenny
- 1947 — Траур к лицу Электре / Mourning Becomes Electra

## Награды
- 1936 — «Оскар» за лучший адаптированный сценарий («Осведомитель»)
- 1941 — номинация на «Оскар» за лучший адаптированный сценарий («Долгий путь домой»)
- 1944 — номинация на «Оскар» за лучший оригинальный сценарий («Военно-воздушные силы»)
- 1958 — номинация на «Оскар» за лучший оригинальный сценарий («Жестяная звезда»)